# Klimmenderwijs
Klimmenderwijs is een Nederlandse wandelroute door het Zuid-Limburgse Klimmen en zijn buurtschappen.
De gemeente Voerendaal heeft samen met de Vereniging voor Vreemdelingenverkeer (VVV) deze wandelroute ontworpen. De opening was op 25 oktober 2009 in Café Keulen.
De wandelroute bestaat uit vele stijgende en dalende gedeelten.